# Frankrijk op het Eurovisiesongfestival 2025
Frankrijk neemt deel aan het Eurovisiesongfestival 2025 in Bazel, Zwitserland. Het is de 67ste deelname van het land op het Eurovisiesongfestival. France 2 was verantwoordelijk voor de Franse bijdrage voor de editie van 2025.

## Selectieprocedure
Op 30 januari 2025 kondigde de Franse nationale omroep France 2 aan dat de Franse zangeres Louane Frankrijk zal vertegenwoordigen op het Eurovisiesongfestival.  
Haar lied zal voor het eerst voorgesteld worden tijdens een rugbyevenement in het Stade de France op 15 maart.

## In Bazel
Als lid van de vijf grote Eurovisielanden mocht Frankrijk automatisch deelnemen aan de grote finale, op zaterdag 17 mei 2024. Louane trad aan na Zweden en voor San Marino als 24ste act. Het land werd verwacht een top 3 score te halen volgens de gokkantoren. Dit lukte niet. Frankrijk scoorde wel een 7de plaats met 230 punten. Vooral de vakjury's bleken fan te zijn van Maman. Het nummer kreeg 12 punten van Albanië, Armenië, Griekenland, Luxemburg en Servië.

#### Punten gegeven door Frankrijk
| Score     | 2e halve finale |             | Finale      | Finale |
| Score     | Televoting      | Vakjury     | Televoting  |        |
| 12 punten | Israël          | Albanië     | Israël      |        |
| 10 punten | Luxemburg       | Armenië     | Albanië     |        |
| 8 punten  | Armenië         | Griekenland | Armenië     |        |
| 7 punten  | Griekenland     | Israël      | Polen       |        |
| 6 punten  | Letland         | Italië      | Oekraïne    |        |
| 5 punten  | Litouwen        | Spanje      | Portugal    |        |
| 4 punten  | Servië          | Oostenrijk  | Griekenland |        |
| 3 punten  | Denemarken      | Nederland   | Italië      |        |
| 2 punten  | Finland         | Zwitserland | Oostenrijk  |        |
| 1 punt    | Oostenrijk      | Polen       | Luxemburg   |        |

1956 · 1957 · 1958 · 1959 · 1960 · 1961 · 1962 · 1963 · 1964 · 1965 · 1966 · 1967 · 1968 · 1969 · 1970 · 1971 · 1972 · 1973 · 1974 · 1975 · 1976 · 1977 · 1978 · 1979 · 1980 · 1981 · 1982 · 1983 · 1984 · 1985 · 1986 · 1987 · 1988 · 1989 · 1990 · 1991 · 1992 · 1993 · 1994 · 1995 · 1996 · 1997 · 1998 · 1999 · 2000 · 2001 · 2002 · 2003 · 2004 · 2005 · 2006 · 2007 · 2008 · 2009 · 2010 · 2011 · 2012 · 2013 · 2014 · 2015 · 2016 · 2017 · 2018 · 2019 · 2020 · 2021 · 2022 · 2023 · 2024 · 2025
Albanië · Armenië · Australië · Azerbeidzjan · België · Cyprus · Denemarken · Duitsland · Estland · Finland · Frankrijk · Georgië · Griekenland · Ierland · IJsland · Israël · Italië · Kroatië · Letland · Litouwen · Luxemburg · Malta · Montenegro · Nederland · Noorwegen · Oekraïne · Oostenrijk · Polen · Portugal · San Marino · Servië · Slovenië · Spanje · Tsjechië · Verenigd Koninkrijk · Zweden · Zwitserland